# New Central Park
Der New Central Park ist ein Fußballstadion in der schottischen Stadt Kelty, etwa sechs Kilometer nordöstlich von Dunfermline und nahe des Loch Ore. Die Anlage ist seit 1979 die Heimspielstätte des Fußballvereins Kelty Hearts und bietet den Zuschauern 2181 Plätze, davon 354 Sitzplätze.

## Geschichte

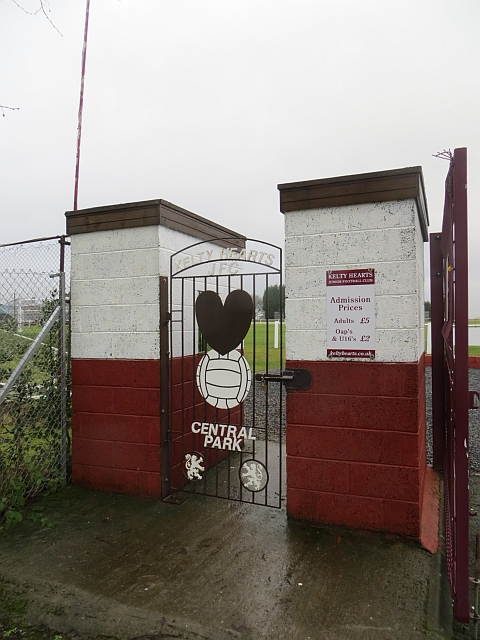
Eingangstor (2014)

Die Stadt Kelty wuchs mit der Errichtung einer Bergbausiedlung durch die Fife Coal Company um 1872. Der örtliche Fußballverein Kelty Hearts wurde erst 1975 gegründet. Die „Hearts“ spielten vier Jahre nach der Vereinsgründung im New Central Park, der direkt an der Bath Street im Zentrum von Kelty liegt.
Die Gesamtkapazität des New Central Park beträgt 2181 Zuschauer und besteht aus zwei überdachten Stehbereichen, die insgesamt rund 1030 Zuschauer fassen können, und einer Sitztribüne mit einer Kapazität von 354 Besuchern. Hinter beiden Toren gibt es weitere Stehplätze die nicht überdacht sind. Auf dem Gelände gibt es zudem ein Vereinsheim mit einer Sportbar und Hospitality-Lounge. Das Spielfeld im New Central Park besitzt einen 3G-Kunstrasenbelag, der 2015 zusammen mit dem Flutlicht installiert wurde.
Die höchste Besucherzahl im New Central Park wurde 2012 erreicht, als 2300 Zuschauer ein Freundschaftsspiel zwischen Glasgow Rangers Legenden und lokalen Spielern sahen.